# Berrya mollis
Berrya mollis är en malvaväxtart som beskrevs av Nathaniel Wallich. Berrya mollis ingår i släktet Berrya och familjen malvaväxter. Inga underarter finns listade i Catalogue of Life.